# Viksjön, Västergötland
Viksjön är en sjö i Ale kommun i Västergötland och ingår i Göta älvs huvudavrinningsområde. Sjön ligger mellan Surte och Bohus strax öster om samhällena.

## Bilder

Viksjön
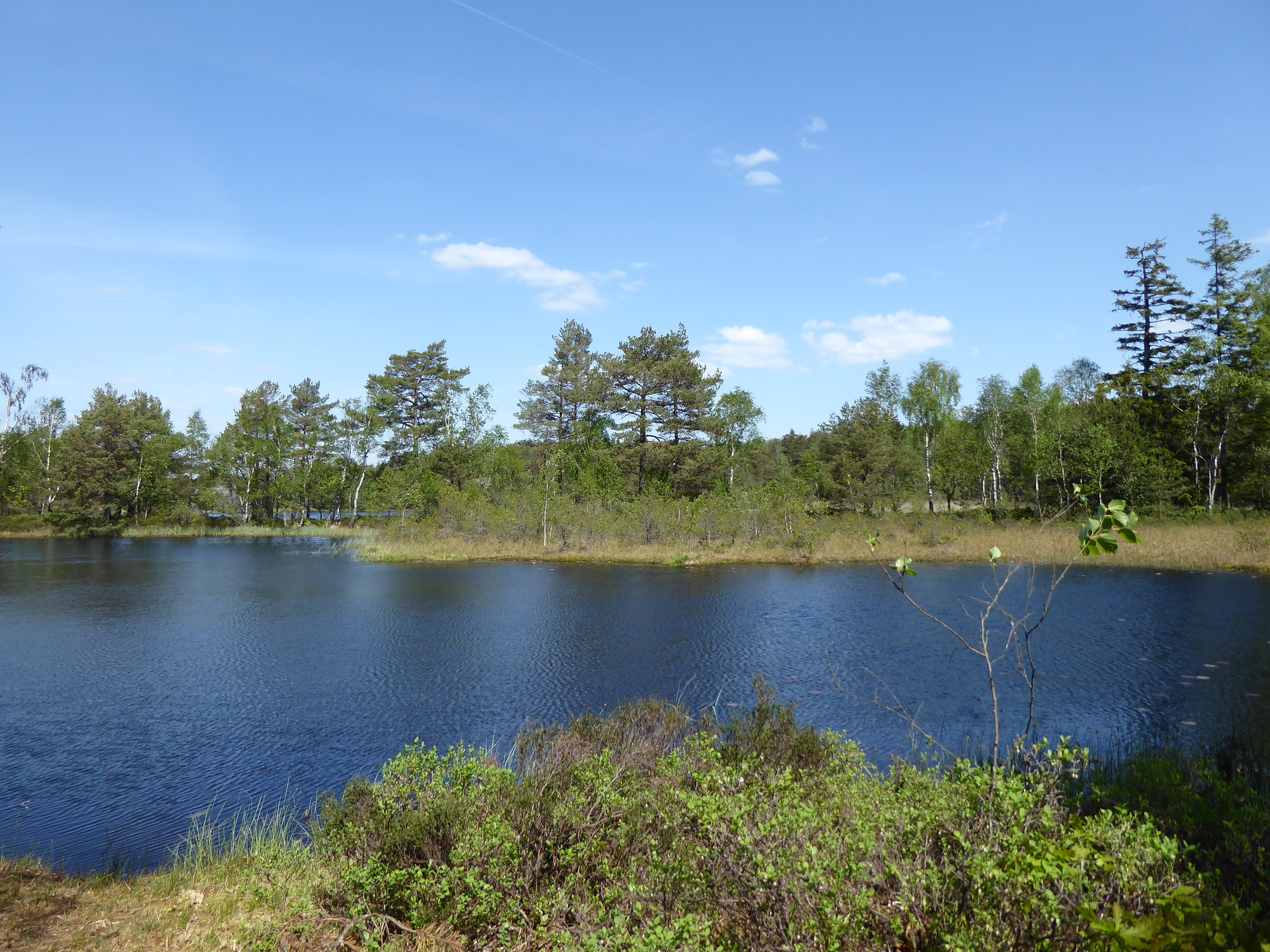
Den södra sjö-delen av Viksjön söderifrån i maj 2024.
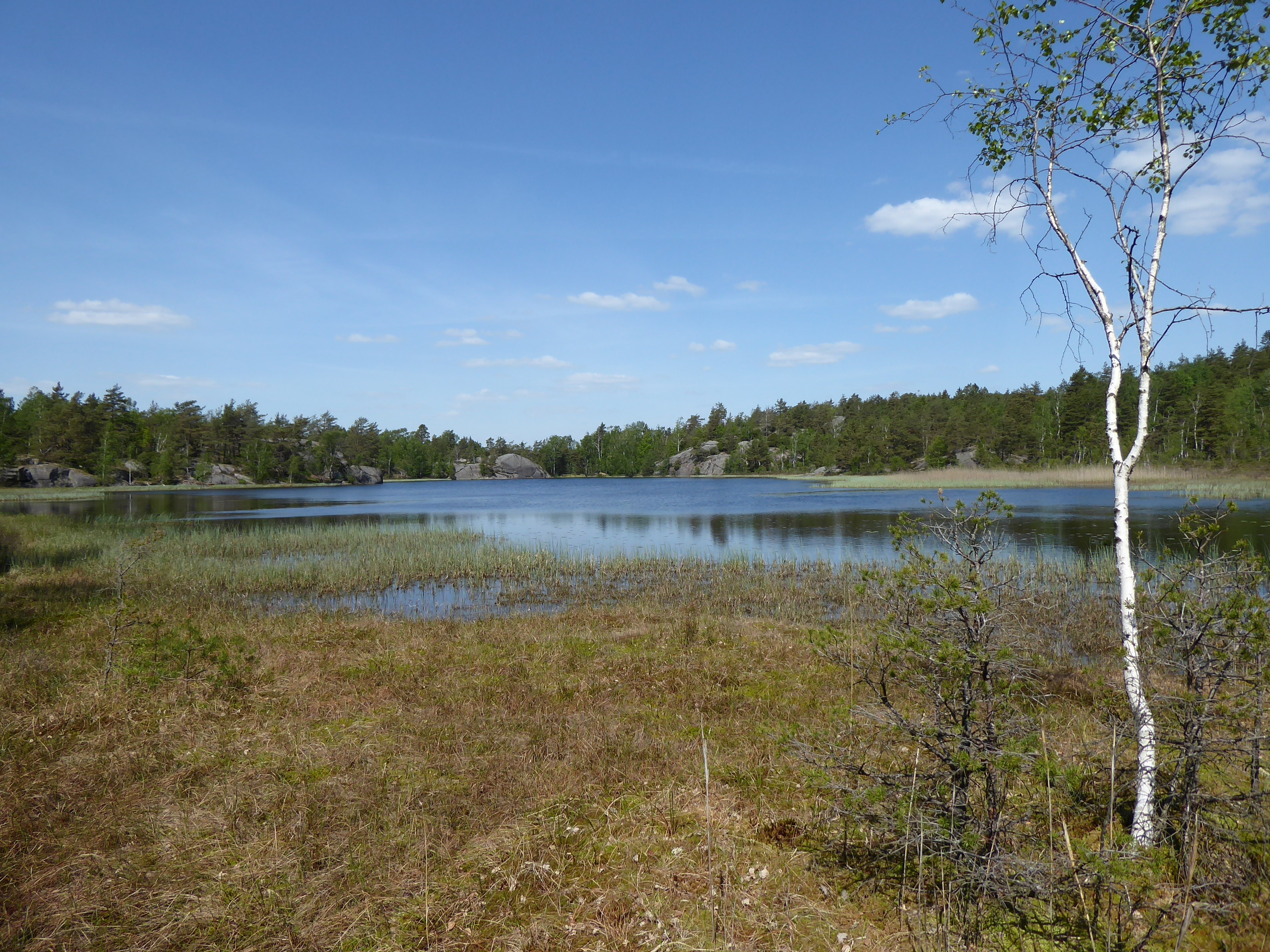
Huvud-delen av Viksjön från sydöst i maj 2024.
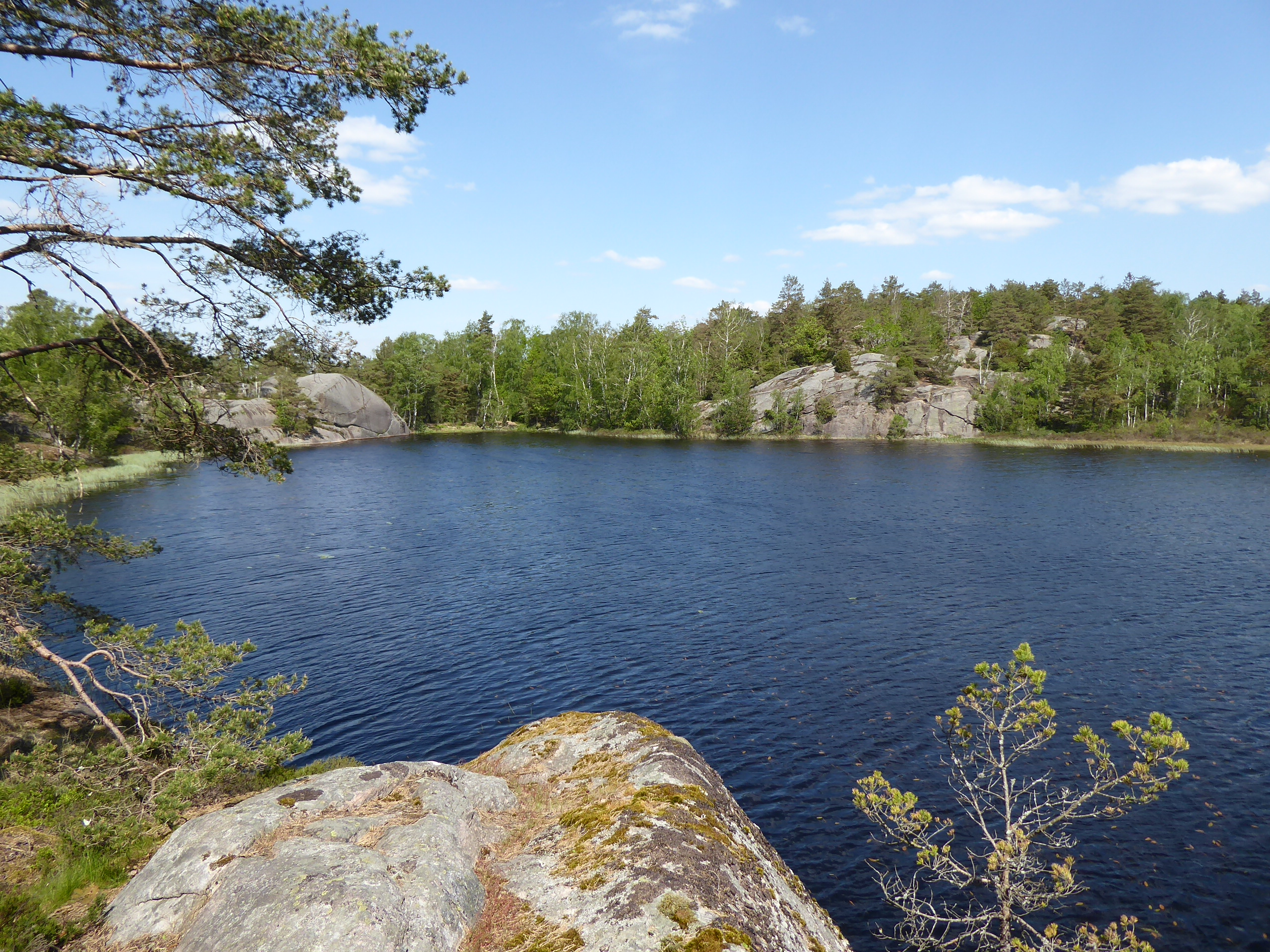
Viksjön från nordväst i maj 2024.
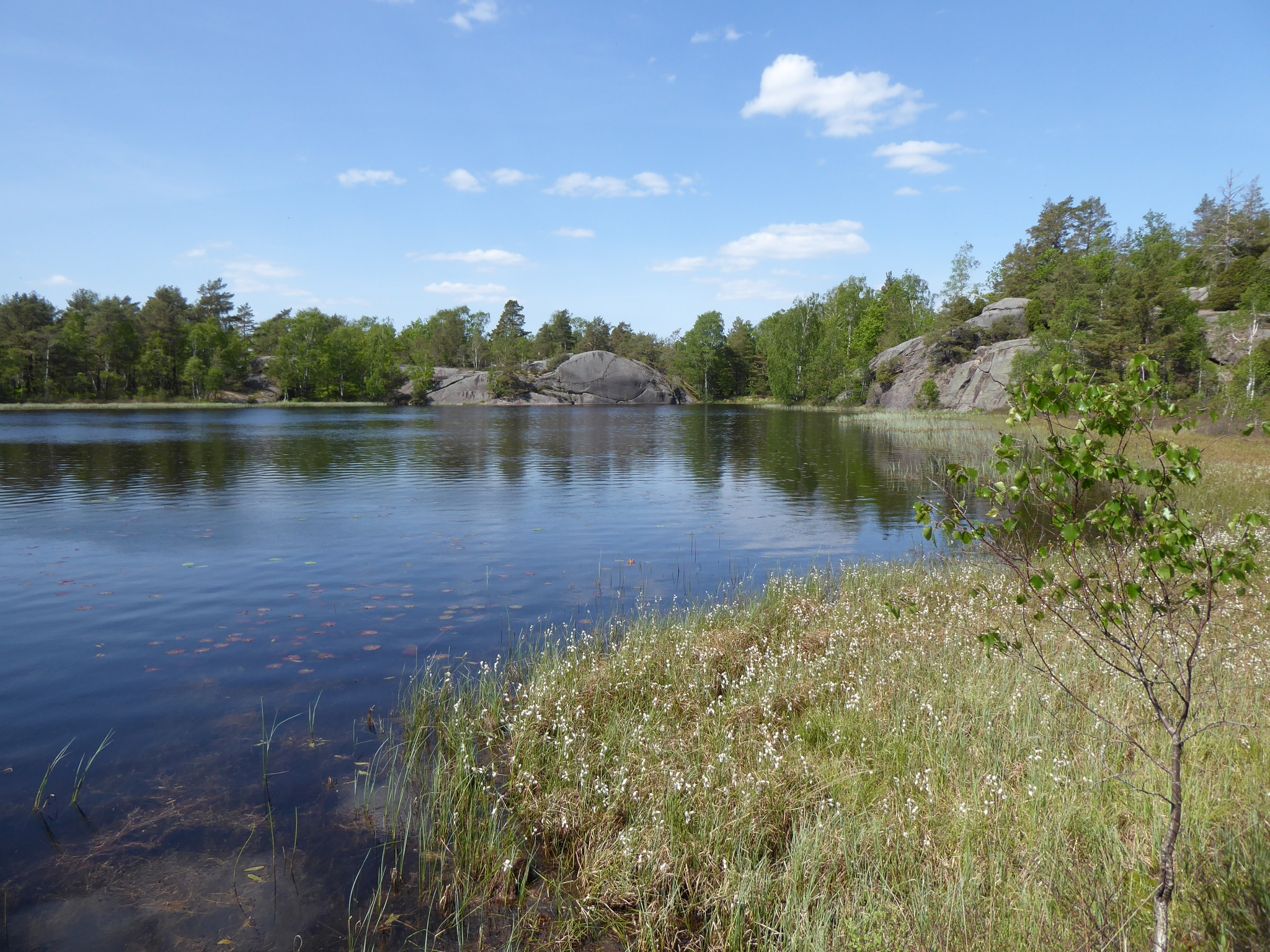
Viksjön österifrån i maj 2024.
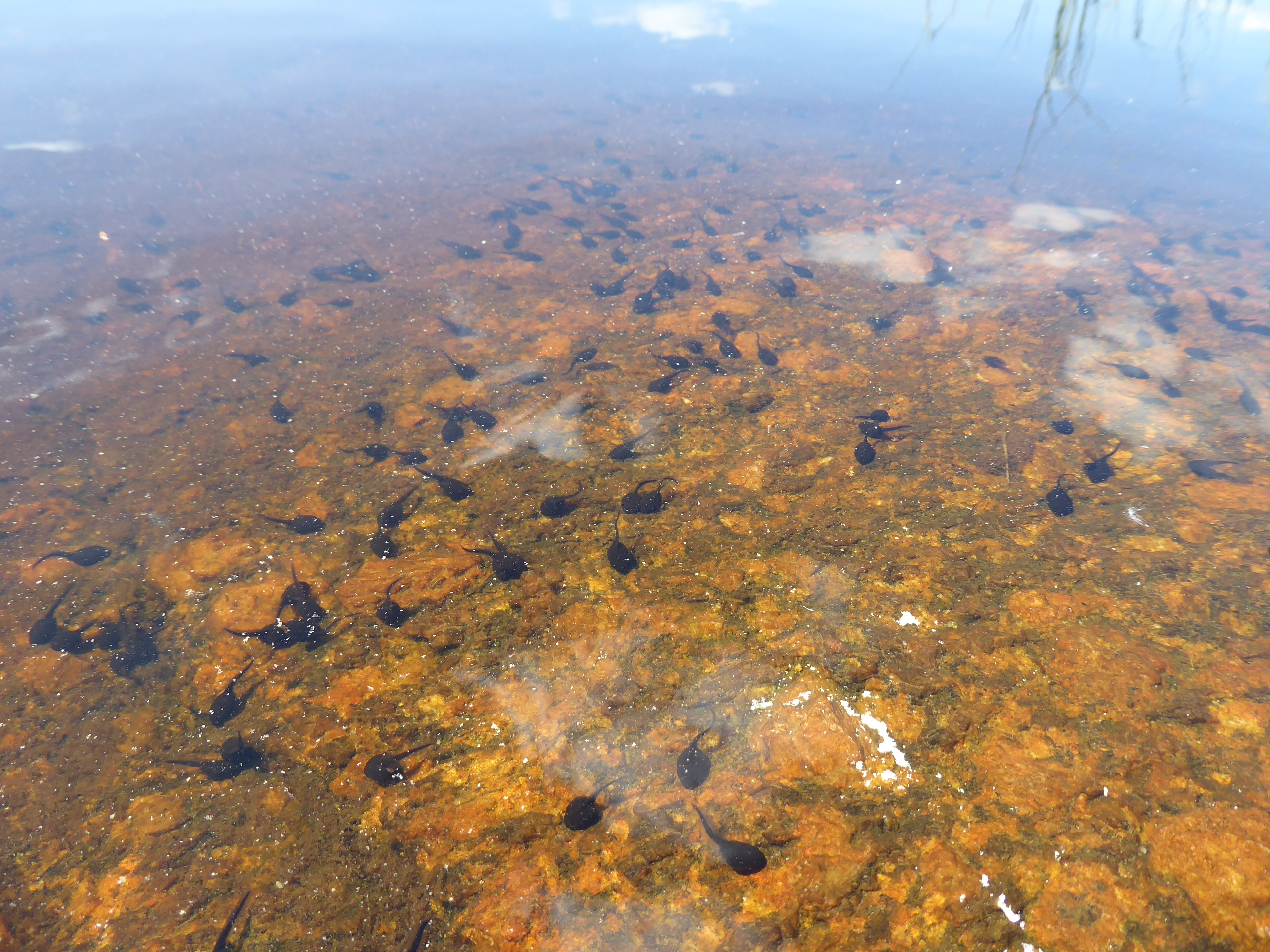
Grodyngel i Viksjön i maj 2024.